# Anjou-bijbel

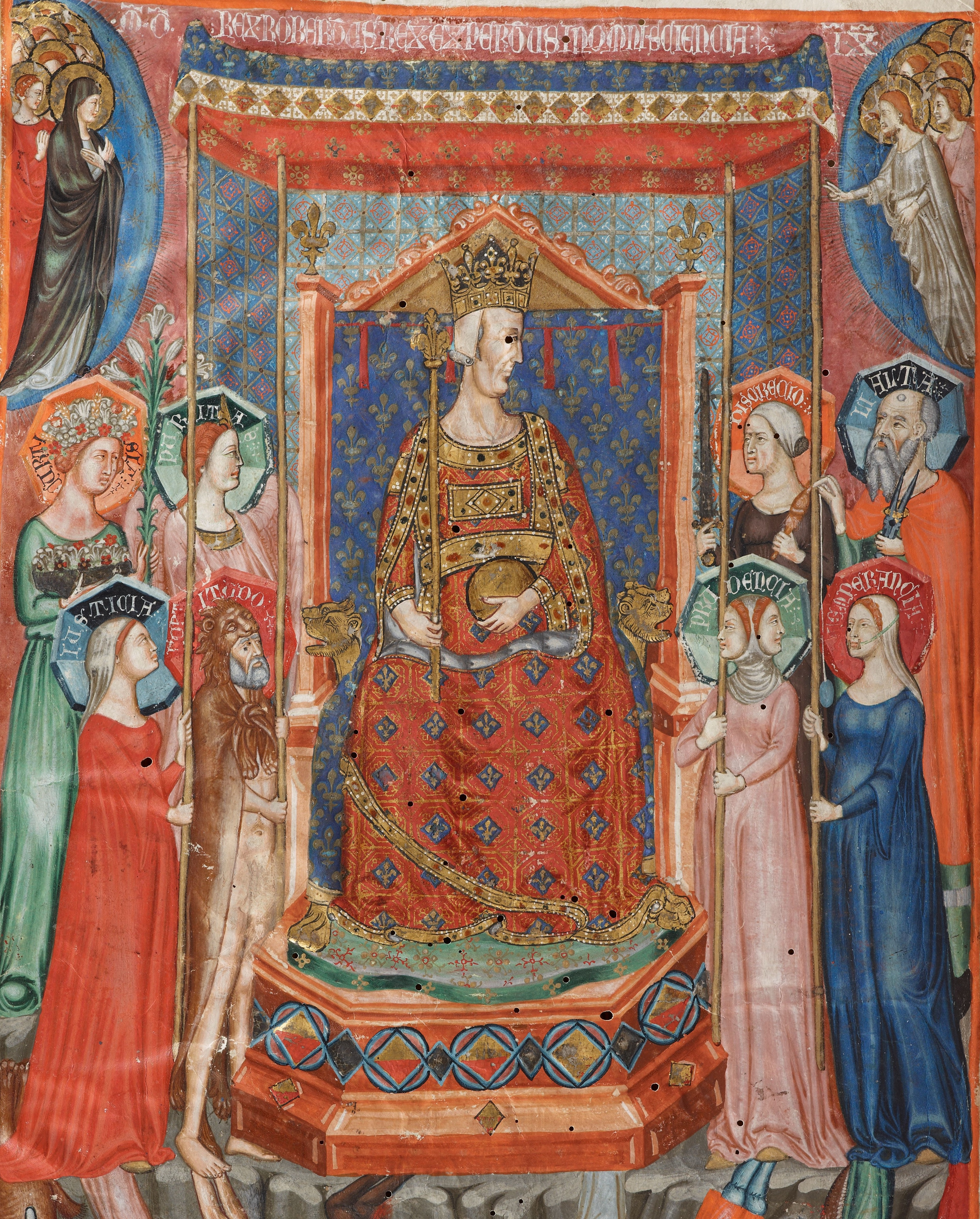
Cristophoro di Orimina, detail van het linkerluik van de openingsdiptiek van de Anjou-Bijbel, afbeelding van Robert I

De  Anjou-bijbel of Bible Angevine is een uitzonderlijk rijkelijk versierd handschrift, dat omstreeks 1340 ontstond aan het hof van Robert I, Koning van Napels en Sicilië, ook bekend als Robert I van Anjou of Robert de Wijze. De bijbel bestaat uit 344 folia met twee volbladminiaturen en meer dan 80 kleine miniaturen, gehistorieerde initialen en randminiaturen. Het werk wordt beschouwd als een topstuk van de Italiaanse miniatuurkunst uit de veertiende eeuw.
Dit kostbare manuscript is in het bezit van de Katholieke Universiteit Leuven, Faculteit Theologie en Religiewetenschappen (Maurits Sabbebibliotheek, Hs 1). Op 10 maart 2008 werd het opgenomen in de lijst van roerend cultureel erfgoed van de Vlaamse Gemeenschap.
In de oudere literatuur wordt dit werk ook de Mechelenbijbel of Malinesbijbel genoemd, verwijzend naar zijn vroegere bewaarplaats aan het Grootseminarie in Mechelen.

## Beschrijving
De bijbel meet 420 x 280 mm en bevat 344 perkamenten folia.
De Latijnse bijbeltekst is van de hand van één scribent, Iannutius de Matrice, zoals hij dit zelf schreef in de colofon op folio 312r: Qui sripsit scribat semper cum domino vivat. Ianuttius de matrice incepit, mediavit et finivit hoc opus. De tekst is geschreven in twee kolommen van 265 x 80 mm, in een Italiaanse gotische letter. De rubrieken zijn in het rood geschreven.
De Anjou-bijbel bevat bijna de volledige tekst van de Vulgaat van Hiëronymus met zowel het Oude Testament (folio 5r tot 248v) als het Nieuwe Testament (folio 249r tot 312v) en op het einde een index van de gebruikte Hebreeuwse namen (folio 313r tot 340v). Deze laatste sectie werd geschreven in drie kolommen van elk 60 mm breed.
De katernen bestaan uit vijf bifolia, maar er zijn enkele uitzonderingen. Het eerste is ingevoegd na de voltooiing van de bijbel. Dit bifolium is iets kleiner dan de andere katernen; op de buitenzijde is het blanco gebleven en aan de binnenzijde zijn de volbladminiaturen met de dynastie van het huis van Anjou in Napels geschilderd. Het tweede katern is een quaternion, origineel was het ook een quinion (een katern bestaande uit vijf bifolia) maar één bifolium is verwijderd. Het 19de katern is een quaternion en het 33ste een trinion (een katern bestaande uit drie bifolia).
Omdat de binding van het begin van de twintigste eeuw te strak was en beschadiging van het perkament en de verluchting veroorzaakte werd in mei 2008 gestart met een project om het handschrift te conserveren waarmee bedoeld wordt dat de huidige toestand zoveel mogelijk geconsolideerd wordt bijvoorbeeld door het stabiliseren van inkt- en verflagen. In het kader hiervan was een groot deel van het uit elkaar gehaalde handschrift te bewonderen van 17 september tot 5 december 2010 in Museum M te Leuven.
Een monografische studie ‘The Bible of Anjou. A Royal Manuscript Revealed’, met bijdragen van een team van internationale  onderzoekers werd in 2010 gepubliceerd. In 2011 werd de Bijbel van Anjou volledig gedigitaliseerd en terug ingebonden in een rode kalfslederen boekband. De Bijbel van Anjou is online te consulteren. In 2022 werd een facsimile vervaardigd door uitgeverij Treccani, Rome en in 2023 verscheen de tweede gereviseerde editie van de monografie.

## Geschiedenis
De Anjou-bijbel werd gemaakt in opdracht van Robert I van Anjou als een geschenk voor zijn kleindochter Joanna en Andreas van Hongarije ter gelegenheid van hun huwelijk in 1342. Andreas van Hongarije was een kleinzoon van Roberts broer Karel Martel van Anjou.  

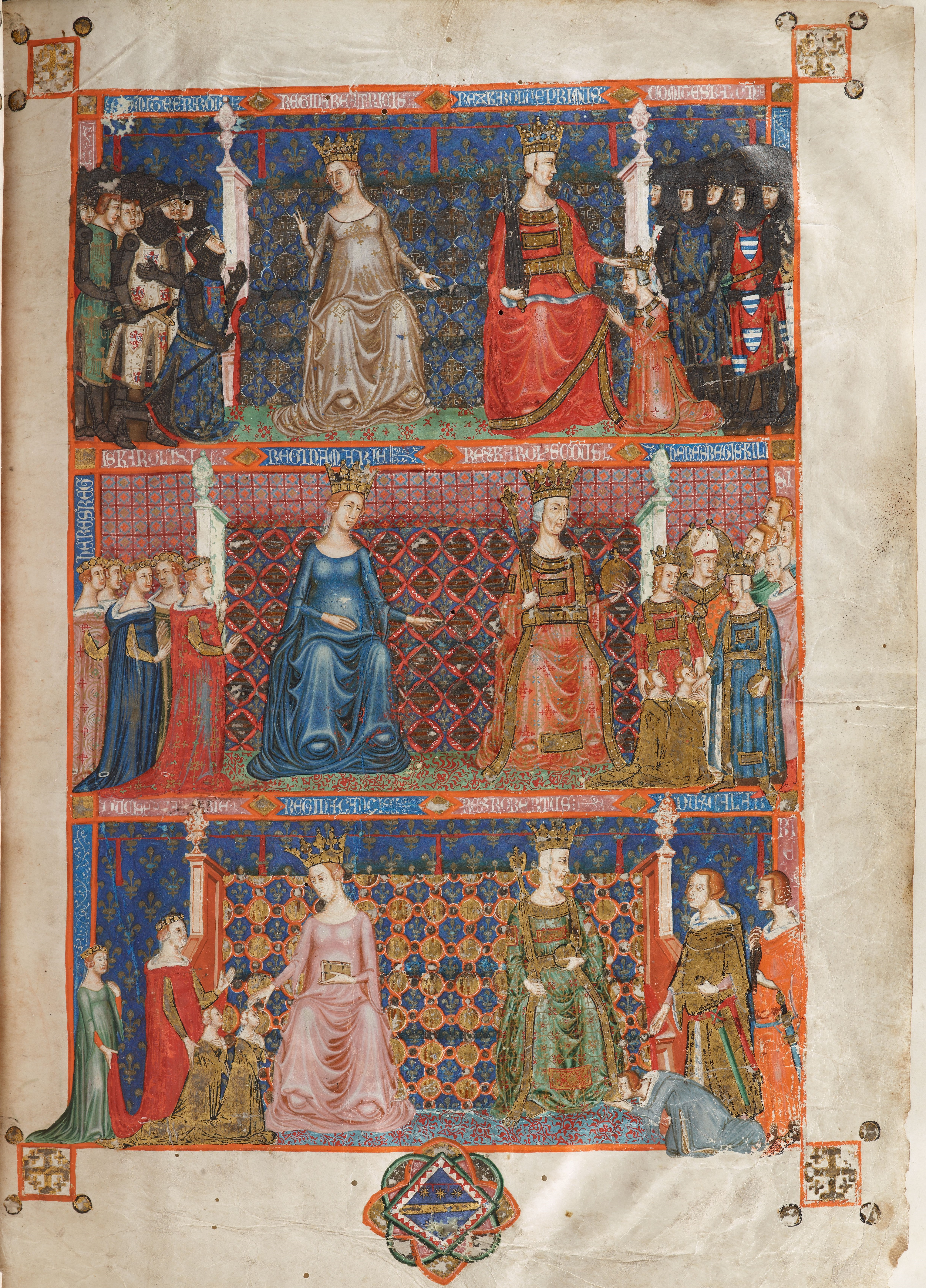
Genealogie van de dynastie van de Anjou in Napels, rechterluik van de openingsdiptiek van de Anjou-bijbelminiatuur door Cristophoro di Orimina

Robert was in 1297 door zijn vader Karel II van Napels aangesteld als opvolger, na de dood van zijn oudste broer Karel Martel in 1295. Die laatste had zelf ook een zoon, die dus de aangewezen opvolger zou geweest zijn, namelijk Karel I van Hongarije (meestal Charles Robert of Carobert genoemd in de literatuur) de vader van Andreas.  
Bij de verloving in 1333 waren Joanna en Andreas respectievelijk zeven en zes jaar oud, het huwelijk werd gesloten in het voorjaar van 1342. Het huwelijksakkoord voorzag dat Andreas en Joanna koning zouden worden maar in zijn testament opgesteld op 16 januari 1343, besluit Robert om de koningstitel te reserveren voor zijn kleindochter. Joanna werd in augustus 1344 alleen tot koningin gekroond in de Santa Chiara in Napels. Andreas werd vermoord in september 1345. Als wraak voor de dood van zijn broer veroverde Lodewijk I van Hongarije Napels met geweld. Joanna vluchtte naar de Provence en maakte haar opwachting bij de Paus in Avignon om haar onschuld te bewijzen. Ze werd vrijgesproken en keerde twee jaar later terug naar Napels om haar troon te heroveren. Ze bleef de machtige koningin van Napels in een periode vol conflicten en oorlogen. 
Vroeger studies menen dat de bestemmeling van de bijbel Nicolo d’Alifio was, de raadgever van Robert en Joanna wiens wapens doorheen de bijbel frequent voorkomen. De bijbel kwam in zijn bezit waarschijnlijk als een geschenk van koningin Joanna toen ze in 1345 naar Frankrijk vluchtte. Een expliciete vermelding van Nicolo is te vinden op het einde van het handschrift, op folio 309r in de tekst rondom de miniatuur geschilderd, namelijk: Hec est Blibia (sic) magistri Nicolai de Alifio doctor quam illuminavit de pincello Cristophorus Orimina de Neapoli. Hij liet zijn wapenschild meer dan honderd maal schilderen over het originele wapenschild in de onderrand van de miniaturen.
Wat er met het handschrift gebeurde nadat het in het bezit was gekomen van d’Alifio is niet gedocumenteerd, maar het is voor het eerst terug te vinden in een inventaris uit 1402 van de boeken van Jean, Duc de Berry. In een inventaris van 1413 wordt het boek opnieuw beschreven en wordt er expliciet gezegd dat het door Louis d'Orléans was (terug)gegeven aan de hertog van Berry op de 18de dag van augustus van het jaar 1407, dus slechts een paar maand voor dat Louis vermoord werd. In 1416 wordt het werk opnieuw beschreven in een inventaris en wordt er ook een geschatte waarde van 250 livres tournois aan de omschrijving toegevoegd. Het boek maakte in de inventaris deel uit van een lijst van bezittingen die de hertog testamentair had voorbehouden voor de erven van Jean de Montaigu. François Avril besluit hieruit dat het werk vóór het in het bezit kwam van Jean de Berry, eigendom kan zijn geweest van de grootmeester van de koning, Jean de Montaigu, die in 1409 werd onthoofd. Een document uit 1418 leert ons dat die voor de erven Montaingu gereserveerde stukken in opdracht van Karel VI werden geveild op 18 maart 1418. De Anjou-bijbel werd toen verkocht voor 125 livres tournois aan Galiache Pinel in Parijs, een koopman, een stuk beneden de geschatte waarde van 1416.

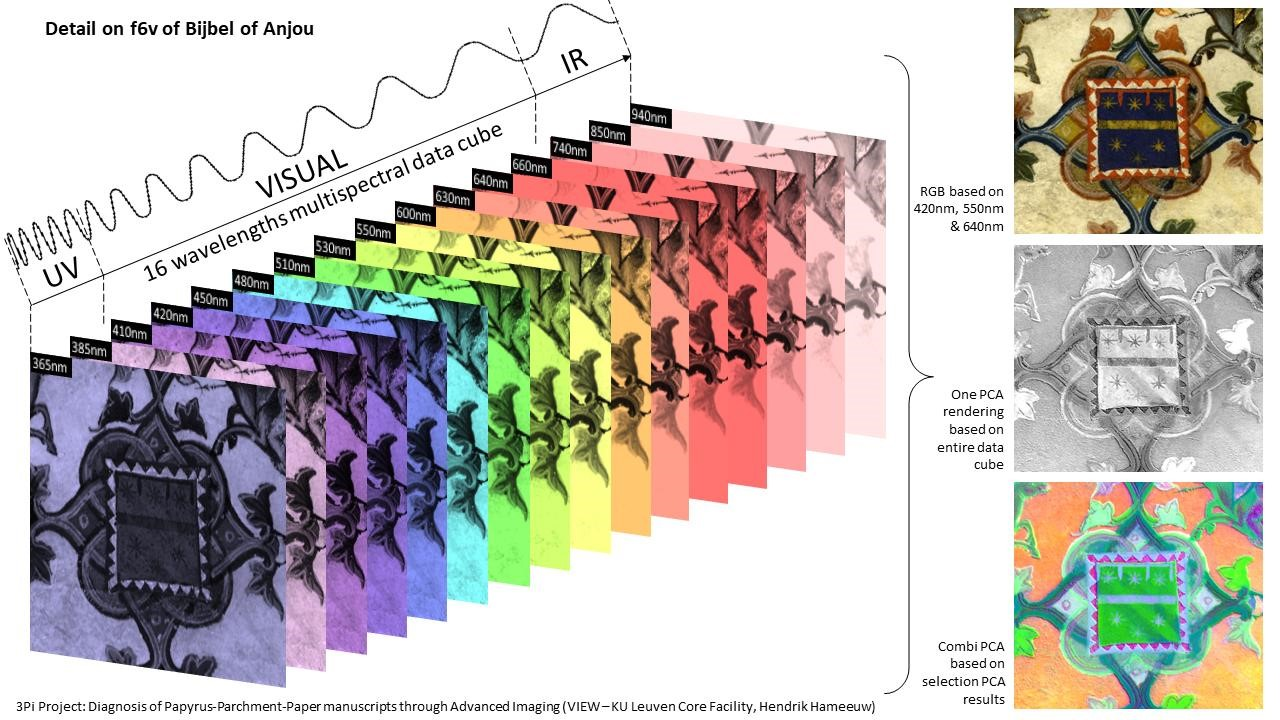
Detail van folio 6v van de Anjou-bijbel. Multispectrale data cube met visualisering van het wapenschild van d'Alifio en het onderliggende originele wapenschild

Daarna kwam het handschrift terecht bij Nicolaas le Ruistre (of Ruterius in de Latijnse vorm), bisschop van Atrecht en kanselier aan de universiteit van Leuven. Via hem kwam de bijbel terecht in het Atrechtcollege te Leuven omstreeks het begin van de zestiende eeuw. Een eerste referentie was er in 1547 toen de Anjou-bijbel werd opgenomen in een lijst van gedrukte en handgeschreven Bijbels die gebruikt waren bij de opstelling van de tekst van de Leuvense Bijbel.
Na de opheffing van de universiteit door de Franse bezetter in 1797 wordt de Anjou-bijbel overgebracht naar het Grootseminarie in Mechelen. Hij wordt daar vanaf 1821 vermeld in de catalogi. In 1974 werd het manuscript overgedragen aan de Maurits Sabbebibliotheek van de Faculteit Theologie en Religiewetenschappen KU Leuven.
De Anjou-bijbel wordt onderzocht en geconserveerd in het Book Heritage Lab - Expertisecentrum voor Onderzoek en Conservering van Documentair Erfgoed[dode link] KU Leuven onder leiding van Lieve Watteeuw, een meerjarig project in samenwerking met kernfaciliteit VIEW[dode link], het Koninklijk Instituut voor het Kunstpatrimonium en het Imaging Lab van KU Leuven Bibliotheken.  

## Verluchting

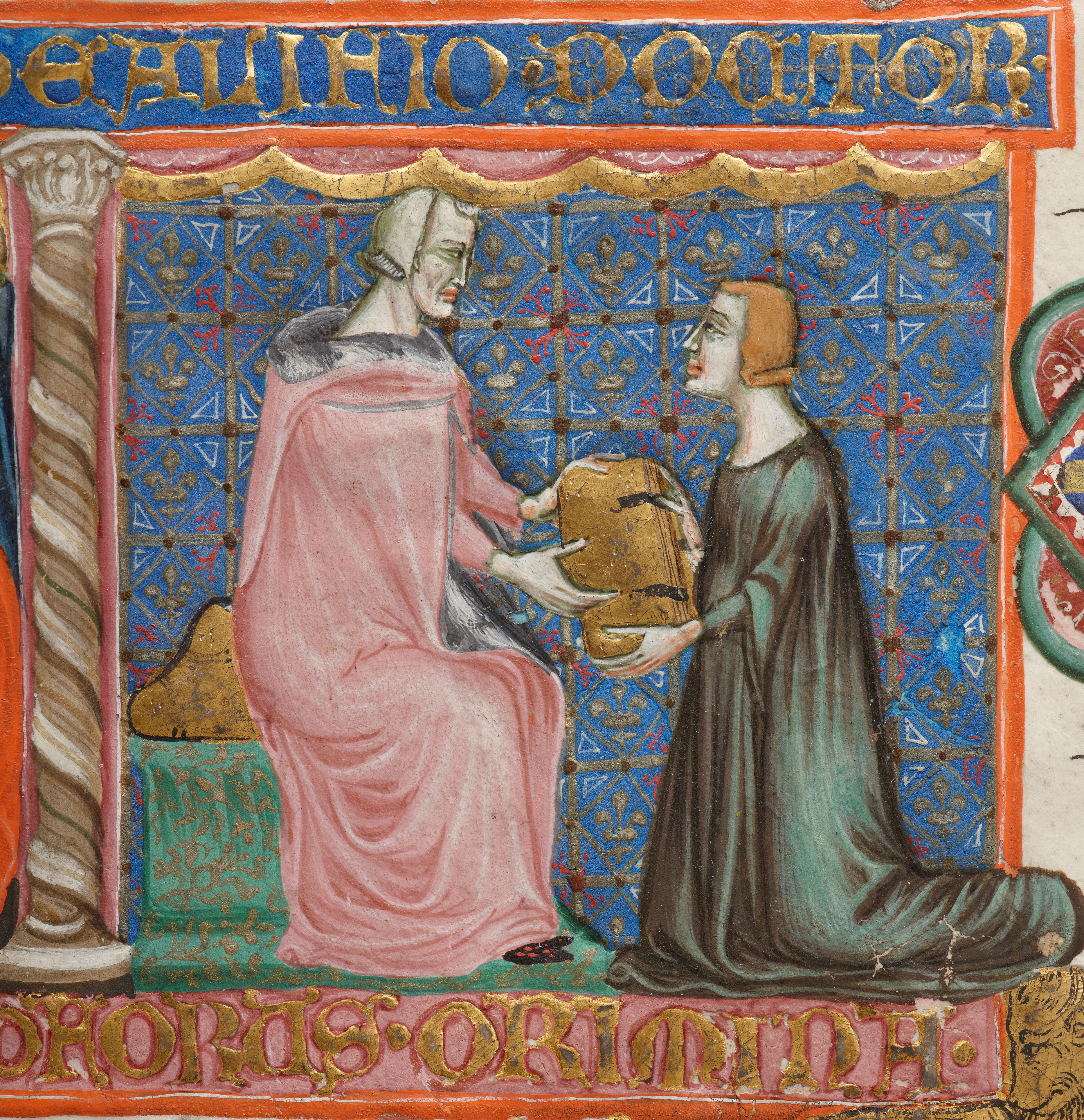
De naam van de Napolitaanse verluchter Cristophorus di Orimina is terug te vinden op folio 309r van de Anjou-bijbel

De verluchting werd door drie groepen van miniaturisten gerealiseerd. Een van hen, wiens naam te vinden is op folio 309r is de bekende Napolitaanse verluchter Cristophorus di Orimina. Naast zijn werk aan de Anjou-Bijbel is Orimina bekend voor meer dan 40 handschriften waaraan hij zou meegewerkt hebben in de periode van 1335 tot in de vroege jaren 1360. Zijn grote productie wijst erop dat hij met een atelier werkte, maar desondanks is de kwaliteit consistent hoog en homogeen. Dat zou dan weer betekenen dat hij de meeste miniaturen zelf afwerkte.
Het handschrift werd verlucht onder zijn leiding door hem en zijn atelier. Hij schilderde onder meer de twee volbladminiaturen in het begin van het werk die het boek als het ware met een diptiek openen. Een tweede groep illuminators is verantwoordelijk voor de overige margeversieringen, de gehistorieerde initialen en de kleine miniaturen. De derde verluchter werkte enkele decennia later, hij was verantwoordelijk voor de aanpassingen aan de verluchting toen het handschrift in het bezit was gekomen van d’Alifio. Hij schilderde onder meer de fantasie vogels met lange nek en staart in zachte pastelkleuren die veelvuldig in de marges zijn terug te vinden om herstellingen aan het perkament te verbergen.
Het perkament was van onregelmatige kwaliteit en de dikteverschillen in één folio waren soms groot wat hier en daar aanleiding gaf tot diepe plooien aan de randen. Het overtollige perkament werd dan weggesneden en de snijkanten terug aan elkaar geplakt om zo een vlak blad te verkrijgen. Het zijn deze herstellingen die met sierlijke randversiering werden gecamoufleerd.

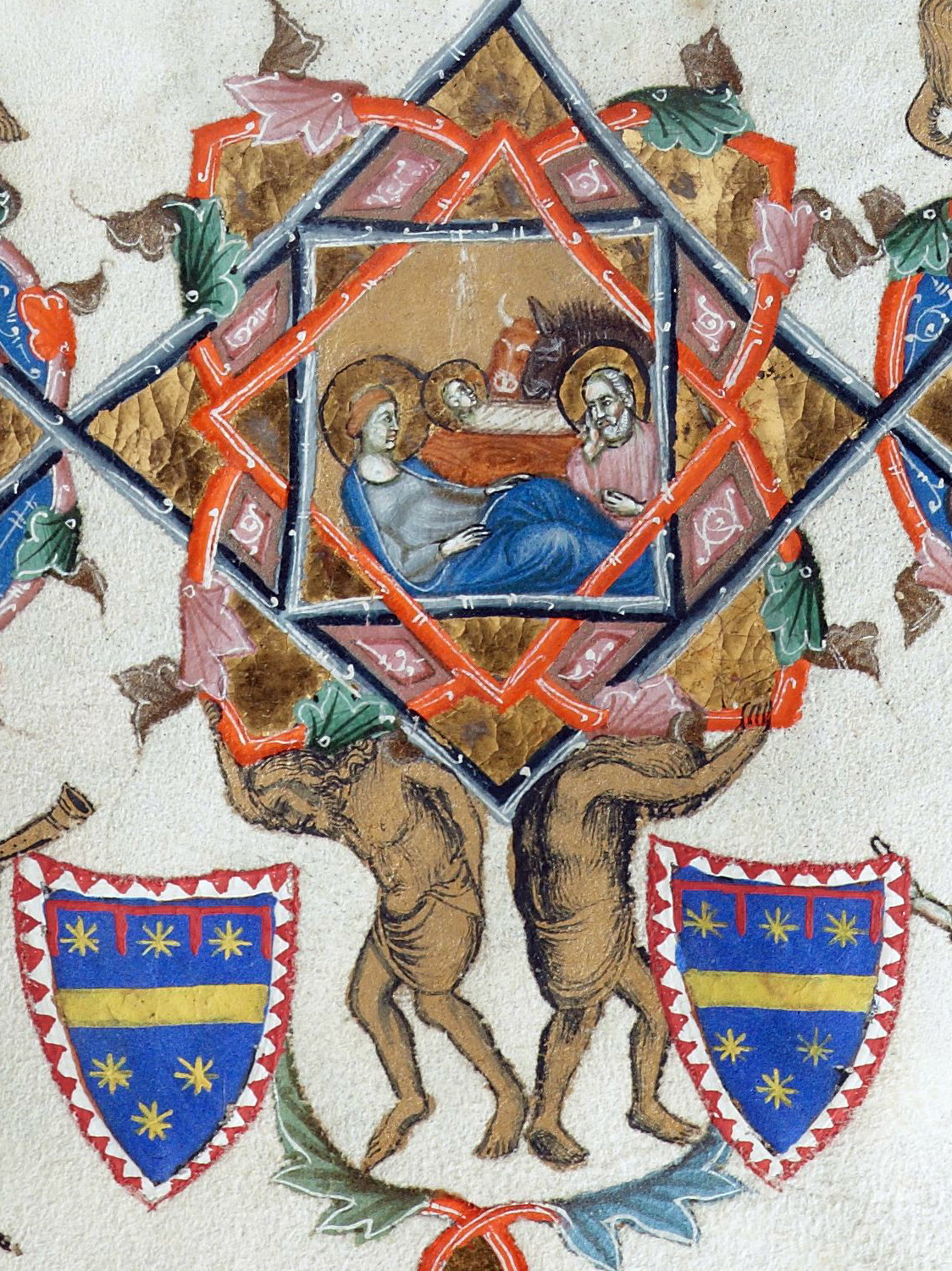
Miniatuur van de Geboorte van Christus gedragen door twee colossen op folio 230r van de Anjou-bijbel

Het handschrift vangt aan met twee bladgrote tegenover elkaar geplaatste miniaturen.
De rest van het boek bevat kleine miniaturen geschilderd in de tekst en gehistorieerde initialen. Die initialen variëren in grootte van 6 lijnen tot meer dan de helft van het tekstblok. De gehistorieerde initialen of de kleine miniaturen worden gebruikt om het begin van een Bijbelboek aan te duiden.
In het Oude Testament zijn ze meestal 16 à 17 lijnen hoog, in het Nieuwe Testament gaat het tussen 16 en 43 lijnen.
Er zijn ook kleinere gehistorieerde initialen van 6 à 10 lijnen hoog die gebruikt worden om bijvoorbeeld een proloog of een hoofdstuk aan te merken. De miniaturen en de gehistorieerde initialen tonen beelden in verband met de tekst. De hoofdstukken in de Bijbelboeken beginnen met een versierde initiaal van 2 lijnen hoog die in kleur geschilderd zijn op een achtergrond van gepolierd goud. Het nummer van de hoofdstukken wordt bovendien aangegeven in Romeinse getallen in de marge of op het einde van de lijn (zie bv. f17r).
De versiering van de marges heeft uiterst zelden iets met de bijbeltekst te maken. De pagina’s tonen versieringen met bloemenmotieven, acanthus, grotesken, fantasiedieren, vogels, pauwen, muzikanten, gezichten, acrobaten, gevleugelde putti’s, scènes met gevechten, jachtscènes, scènes uit het hofleven en afbeeldingen van de koninklijke familie.

## Politieke boodschap
Het is duidelijk dat Robert van Anjou met zijn bijbel een politiek statement wou maken. De twee openingsminiaturen illustreren dit. Op de eerste zien we de getroonde Robert uitgedost zoals een Byzantijnse keizer, geflankeerd door de personificatie van de acht deugden die de acht ondeugden verslaan en in de afgrond storten. Hij heeft zichzelf laten betitelen als de Rex Expertus in Omnia Scientia (de koning deskundige in alle wetenschappen). Op de rechterminiatuur heeft hij een stamboom laten schilderen om de grootheid van zijn dynastie te benadrukken. Bovenaan zien we Karel I van Anjou en zijn echtgenote Beatrice van Provence, de grondleggers van de Angevin dynastie in Napels en Sicilië. Hij is omringd door Napolitaanse edelen (baronnen) in harnas. Geknield aan zijn voeten zit zijn zoon en opvolger de toekomstige Karel II. In het middelste veld van de miniatuur zijn Karel II en Maria van Hongarije afgebeeld. Naast Maria zijn haar dochters afgebeeld en naast Karel II zien we Karel Martel, zijn oudste zoon en een bisschop met een nimbus, de heilige Lodewijk van Toulouse zijn tweede zoon. Daarnaast staat nog een personage in koninklijk gewaad met twee meisjes geknield aan zijn voeten. Dit is Robert I van Anjou met zijn twee kleindochters, Joanna die hem zal opvolgen en haar zus Maria. Onderaan in het derde deel van de miniatuur, vinden we Robert I van Anjou en zijn tweede echtgenote Sancia van Majorca. Links van de koningin bevindt zich Maria van Valois, de hertogin van Calabrië met haar twee dochters Joanna en Maria. Naast Robert zien we zijn zoon Karel van Calabrië. Deze miniatuur illustreert de opvolging binnen het Angevijnse huis en maakt het duidelijk dat Robert voor de opvolging van zijn overleden zoon zijn kleindochter Joanna had gekozen.